# Acalypha polymorpha
Acalypha polymorpha là một loài thực vật có hoa trong họ Đại kích. Loài này được Müll.Arg. mô tả khoa học đầu tiên năm 1864.